# Pchegatlukái
Pchegatlukái (del ruso: Пчегатлукай) es un aúl del raión de Teuchezh en la república de Adiguesia de Rusia. Está situado muy cerca de la confluencia  del río Psékups en el embalse de Krasnodar, 10 km al oeste de Ponezhukái y 73 km al noroeste de Maikop, la capital de la república. Tenía 832 habitantes en 2010
Es centro administrativo del municipio Pchegatlukáiskoye, al que pertenecen asimismo Kazazov, Kochkin, Krasni y Chetuk.

## Historia
El aul fue fundado en 1856